# سوبك حتب الثالث
سوبك حتب الثالث فرعون حكم مصر خلال عهد الأسرة الثالثة عشر. عثر على عدد من الآثار التي تخبرنا عن عائلة الملك سوبك حتب فاوالده يدعى منتوحتب ووالدته تدعى أوهت آبو، وكان لسوبك حتب زوجتين الأولى تدعى سنب حنس والثانية تدعى نيني والتي أنجب منها أبنتين، وقد عثر على لوحة توجد بمتحف اللوفر تصور زوجته نيني وأبنتيها تتعبدان للإله مين.
وجد للملك سوبك حتب العديد من الآثار على الرغم من فترة حكمه القصيرة والتي يعتقد أنها ثلاث سنوات كما ذكر في بردية تورين بينما لم يأت ذكر له في قائمة الملوك في معبد الكرنك.
فقد أقام مقصورة في معبد منتو في المدمود، ومعبد صغير في مدينة الكاب اكتشف عام 1938م أستعملت أساساته فيما بعد لبناء معبد كبير في الأسرة السادسة والعشرين، وتعد النقوش في هذه المعبد على درجة كبيرة من الأتقان والجمال، كما عثر في مدينة الكاب أيضا مقبرة لأمير يدعى سبك نخت ذكر في نقوشها أنه عاش في عهد الملك سوبك حتب الثالث.
كما عثر له على تمثال من الجرانيت الأحمر في تل بسطة وجزء من تمثال أخر من الجرانيت أيضا عثر عليه في الكرنك، وعدد من الجعارين منقوش عليها اسمه وبلطة وكرة من الذهب.